# Sankt Peterzell
Sankt Peterzell foi uma comuna da Suíça, no Cantão São Galo, com cerca de 1.205 habitantes. Estendia-se por uma área de 9,38 km², de densidade populacional de 128 hab/km². Confinava com as seguintes comunas: Degersheim, Hemberg, Mogelsberg, Schönengrund (AR), Schwellbrunn (AR).
A língua oficial nesta comuna era o Alemão.

## História
Em 1 de janeiro de 2009, passou a formar parte da nova comuna de Neckertal.